# Перевощиков Василь Матвійович
Васи́ль Матві́йович Перево́щиков (*1 (12) квітня 1785, Саранськ, за іншими відомостями — с. Шишкеєво, тепер Рузаєвського району, Мордовія — †6 (18) жовтня 1851, Санкт-Петербург) — російський мовознавець. Професор (1820). Член Петербурзької академії наук (1835). Статський радник.

## Біографія
Народився в дворянській сім'ї. Брат математика й астронома Дмитра Матвійовича Перевощикова.
Вчився та виховувався в Казанській гімназії, а з 1805 року «правил должность камерного студента» в Казанському університеті. У вересні 1806 року почав працювати вчителем філософії та мовознавства в Пензенській гімназії.
У лютому 1809 року здобув ступінь магістра мовознавства в Казанському університеті і був призначений помічником інспектора студентів (до 1814), а згодом ад'юнктом університету.

## Наукова і викладацька діяльність
Читав лекції з історії, географії та статистики Росії, був членом видавничого комітету та редактором «Казанских известий», членом комітету зі складання «Ученых записок», керівництва Казанського університету.
У 1820–1830 роках — професор російського мовознавства Дерптського університету, в якому читав лекції з граматики, історії російської літератури. Був деканом історико-філологічного відділення філософського факультету, директором інституту з підготовки до професійного звання молодих вчених, які закінчили Московський, Петербурзький, Казанський і Харківський університети. У 1820—х роках складав курс «История русской словесности».

## Творчість
У травні 1830 року Перевощиков пішов у відставку та жив у Санкт-Петербурзі. Перекладав із французької на російську мову вірші, повісті. Відомий як поет та мислитель (вірш «Кумская Сивилла», «Утро», повість «Модест и София»). Свої вірші та прозу друкував у «Цветнике» А. Бенкицького та А. Ізмайлова, «Московской Музе» В. Ізмайлова та «Вестнике Европы» Каченовського.
Був членом Казанської спілки любителів вітчизняного мовознавства (з 1816) та Спілки любителів мовознавства, наук та мистецтв.

## Праці
- О пользе наук вообще и в особенности о пользе Казанского университета // Вестник Европы. — 1814. — № 18.
- Материалы для истории российской словесности // Вестник Европы. — 1822.
- Опыты Василия Перевощикова. — Дерпт, 1822
- О русских летописях и летописателях, по 1240 год. Материалы для истории российской словесности. — Санкт-Петербург, 1836.
- Роспись книгам и рукописям Императорской Российской Академии. — Санкт-Петербург, 1840.